# Tempio di Cargnacco
Il Tempio Nazionale "Madonna del Conforto", più noto come Tempio di Cargnacco, è un'opera monumentale situata a Cargnacco, in Friuli-Venezia Giulia. Inoltre, è sede di una parrocchia compresa nella forania del Friuli Centrale, a sua volta facente parte dell'arcidiocesi di Udine.

## Storia
Opera voluta dopo la seconda guerra mondiale, da don Carlo Caneva, già cappellano militare e reduce di Russia e dal senatore Amor Tartufoli, per ricordare i quasi centomila caduti e dispersi di quella campagna.
Il progetto è dell'architetto Giacomo Della Mea, anch'egli reduce di Russia.
L'edificio fu iniziato il 9 ottobre 1949 e consacrato l'11 settembre 1955.

## Architettura

### Esterno
L'esterno del Tempio assume un forte carattere monumentale pur nell'utilizzo preponderante di un materiale "povero" come il mattone e raggiunge esiti di notevole suggestione nella composizione dei volumi. In particolare la tripartizione della facciata in una parte centrale di forte carattere e in due volumi a destra e sinistra arretrati ha la funzione di legarla ai fianchi laterali in uno svolgimento continuo che fa correre lo sguardo ad abbracciare l'intera dimensione dell'edificio.
La facciata ha tre grandi ingressi sui quali spiccano due ordini di tre archi. In quelli inferiori sono collocati tre avelli di marmo bianco, con sopra inciso un gladio romano, che fanno da parapetto alla balconata. Sopra, sei nicchie accolgono le campane e sorreggono una croce luminosa visibile di notte a grande distanza.
Il Tempio è alto 25 metri, lungo 51 e largo 22.

### Interno
L'interno con il sistema delle volte a botte trasversali in serie che costituisce la copertura, e che permette l'ingresso della luce dall'alto dei fianchi laterali, ricorda un'analoga soluzione realizzata dall'architetto Giovanni Muzio nella chiesa di Sant'Antonio da Padova a Cremona. Elemento conclusivo dello spazio interno è la cripta sotto l'abside, visibile anche dall'alto attraverso la grande apertura circolare a pavimento subito dietro l'altare maggiore. Tale continuità degli spazi toglie a chi si trovi nel piano sottostante della cripta l'impressione di trovarsi in un luogo separato dal resto della chiesa. Al centro della cripta è posta l'arca sepolcrale del milite ignoto, mentre sul perimetro sono sistemati gli elenchi alfabetici dei dispersi, dei quali "resta solo il nome".

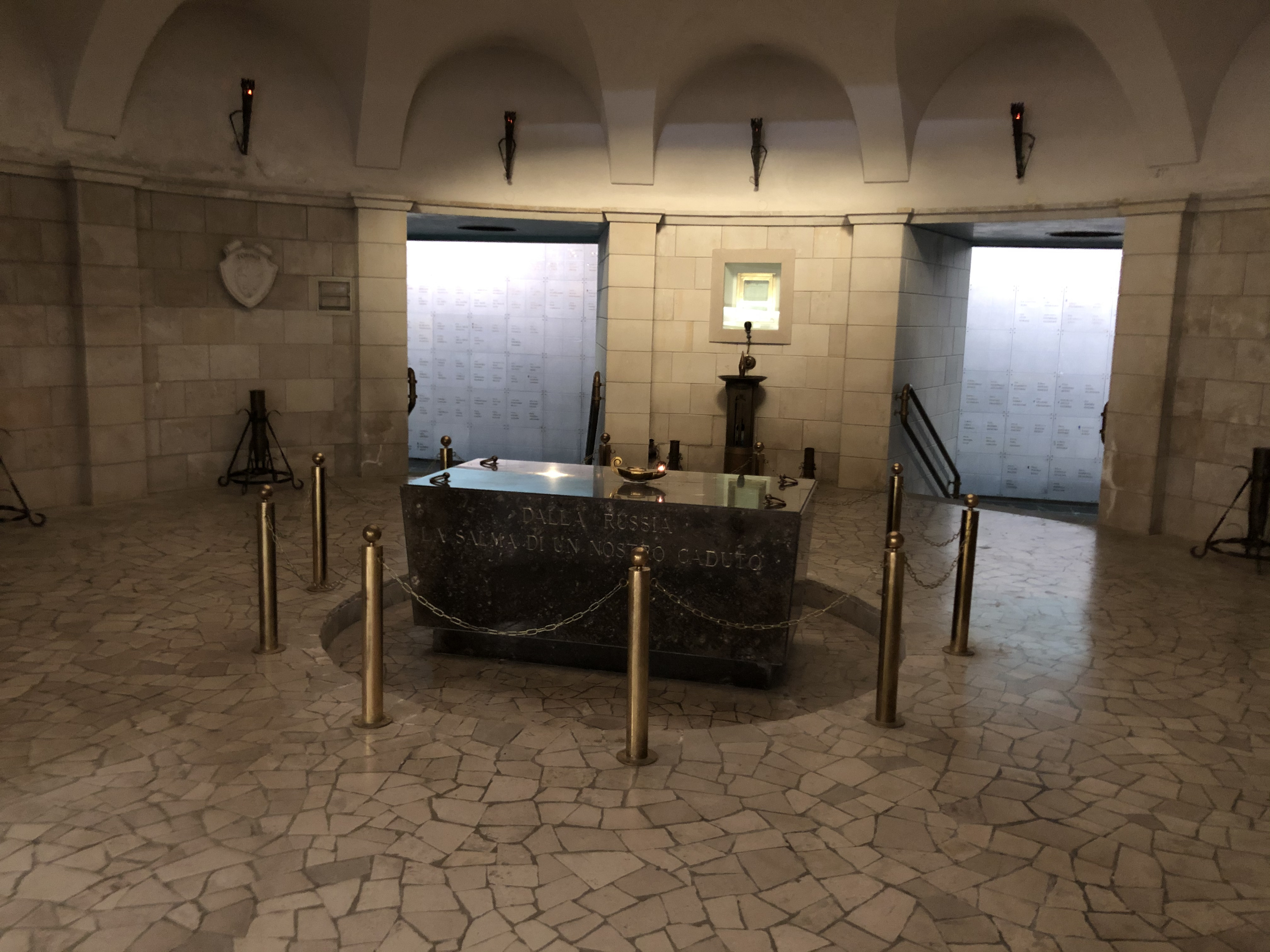
Tomba del milite ignoto

L'interno del tempio presenta numerose opere d'arte eseguite da artisti friulani quali: le monumentali ceramiche presenti sulle pareti laterali di Ugo Galliussi, Enore Pezzetta e Andrea Pavon, raffiguranti i momenti salienti delle battaglie, della ritirata e della prigionia nei campi di concentramento russi, le sculture di Giulio e Max Piccini: statua della Madonna in marmo bianco (scolpita dallo scultore Giovanni Patat d'Artegna su disegno di Max Piccini), statua di sant'Antonio in bronzo e Via Crucis in terracotta, i mosaici di Fred Pittino raffiguranti nell'abside la Pietà e, nelle pareti laterali a fianco l'altare maggiore, episodi della ritirata, il mosaico realizzato dalla scuola mosaicisti di Spilimbergo raffigurante la battaglia di Woroschilowa tratto dall'olio della veronese Danila Merlin e collocato sopra la porta principale del Tempio, le vetrate di Arrigo Poz e Riccardi Di Netro, l'altare maggiore in marmo bianco su disegno di Giacomo Della Mea con formelle in bronzo raffiguranti i simboli degli Evangelisti di Giulio e Max Piccini, due grandi bassorilievi bronzei del bellunese Massimo Facchin ai lati della scala che sale al presbiterio: rappresentano momenti salienti delle battaglie, in uno si notano le donne russe portare nutrimento ai soldati italiani. Nella scala che scende alla cripta un altro bassorilievo dello stesso autore rappresenta le donne russe che piangono i loro figli e mariti sulla riva del fiume.

### Piazzale
Nel piazzale antistante il tempio si trovano dodici cippi in ricordo delle divisioni e dei reparti dell'armata Italiana in Russia (ARMIR).